# Памятник Андрею Рублёву (Москва)
Памятник Андрею Рублёву — памятник в Москве, установленный в 1985 году. Расположен перед входом в бывший Спасо-Андроников монастырь. Памятник посвящён наиболее известному и почитаемому русскому иконописцу московской школы иконописи, книжной и монументальной живописи XV века, иноку этой обители Андрею Рублёву. Авторы памятника — скульптор О. К. Комов, архитекторы В. А. Нестеров и Н. И. Комова. Памятник находится перед зданием по адресу: Андроньевская площадь, 10 (станция метро «Площадь Ильича»).

## Описание
Скульптура иконописца изготовлена из бронзы. Андрей Рублёв изображён за работой. В его руках находятся доски для написания икон. Голова Андрея Рублёва опущена, его лоб напряжен, он будто обдумывает будущую работу. Настоящий образ Андрея Рублёва не сохранился, и его типаж создавался по ассоциации с его произведениями.

## История
В 1947 году известные деятели культуры предложили Совету министров СССР отреставрировать основанный в 1360 году и закрытый в 1931 году Спасо-Андроников монастырь. Кроме реставрационных работ, ученые предложили также создать музей древнерусской живописи. Это обосновывалось тем, что стены монастырского храма Спаса Нерукотворного расписывали иконописцы Даниил Черный и Андрей Рублёв. Разрешение было получено в том же году. В 1960 году один из инициаторов реставрации академик Давид Ильич Арсенишвили стал первым директором «Музея древнерусского искусства».
В 1967 году в сквере перед воротами Спасо-Андроникова монастыря был открыт первый памятник Андрею Рублеву работы скульптора В. Г. Ленской и архитектора Э. В. Яворского, изготовленный из камня, однако позже он был убран с этого места и перенесён в Новоспасский монастырь.
В 1985 году музей был преобразован в «Центральный Государственный Музей древнерусской культуры и искусства имени Андрея Рублёва», и в сквере перед восстановленным Спасо-Андрониковым монастырём был открыт новый памятник Андрею Рублеву работы О. К. Комова.